# GAZ-61
O GAZ-61 é um automóvel com tração nas quatro rodas produzido pela fabricante soviética GAZ, apresentada pela primeira vez em 1938 pelo projetista V. A. Gratchev, para substituir seu modelo muito complexo GAZ-M2.

## História
Foi feito colocando a carroceria do GAZ-M1 em um chassi com tração nas quatro rodas (um dos primeiros carros de passageiros com tração nas quatro rodas do mundo). Podia subir ângulos de até 38 graus e atravessar águas de até 72 cm de profundidade.
A primeira versão, produzida de 1940 a 1941, era um faetonte de cinco lugares e quatro portas. Ele era movido por um motor de seis cilindros e quatro tempos de 3.485 cc (212,7 cu in) com 85 cv (63 kW) e velocidade máxima de 100 km/h (62 mph). Muitos comandantes supremos do quartel-general do Exército Vermelho usaram este carro em 1941.
Em 1941, o GAZ-61-73 atualizado foi introduzido. Tornou-se um sedã de cinco lugares, quatro portas e seis luzes com o mesmo motor, mas agora com velocidade máxima de 107 km/h (66 mph).
O GAZ-61 foi produzido não apenas em preto civil, mas também em azul e verde russo 4BO, juntamente com os típicos pneus de cross-country.